# لئاندرو دومینگس
لئاندرو دومینگس (پرتغالی: Leandro Domingues؛ زادهٔ ۲۴ اوت ۱۹۸۳ – درگذشتهٔ ۱ آوریل ۲۰۲۵) بازیکن فوتبال اهل برزیل بود.
از باشگاه‌هایی که در آن بازی کرده است می‌توان به باشگاه فوتبال کاشیوا ریسول، باشگاه فوتبال ناگویا گرامپوس، باشگاه ورزشی ویتوریا، باشگاه ورزشی کروزیرو، و باشگاه فوتبال فلومیننزه اشاره کرد.
دومینگز در تاریخ ۱ آوریل ۲۰۲۵ در سن ۴۱ سالگی بر اثر سرطان بیضه درگذشت.